# Sata Isobe
Sata Isobe (em japonês:  磯辺 サタ; Chiba, 19 de dezembro de 1944 - Osaka, 18 de dezembro de 2016) foi uma jogadora de voleibol japonesa que competiu nos Jogos Olímpicos de 1964.
Em 1964, ela fez parte da equipe japonesa que conquistou a medalha de ouro no torneio olímpico, no qual atuou em cinco partidas.